# Фауна Ростовської області

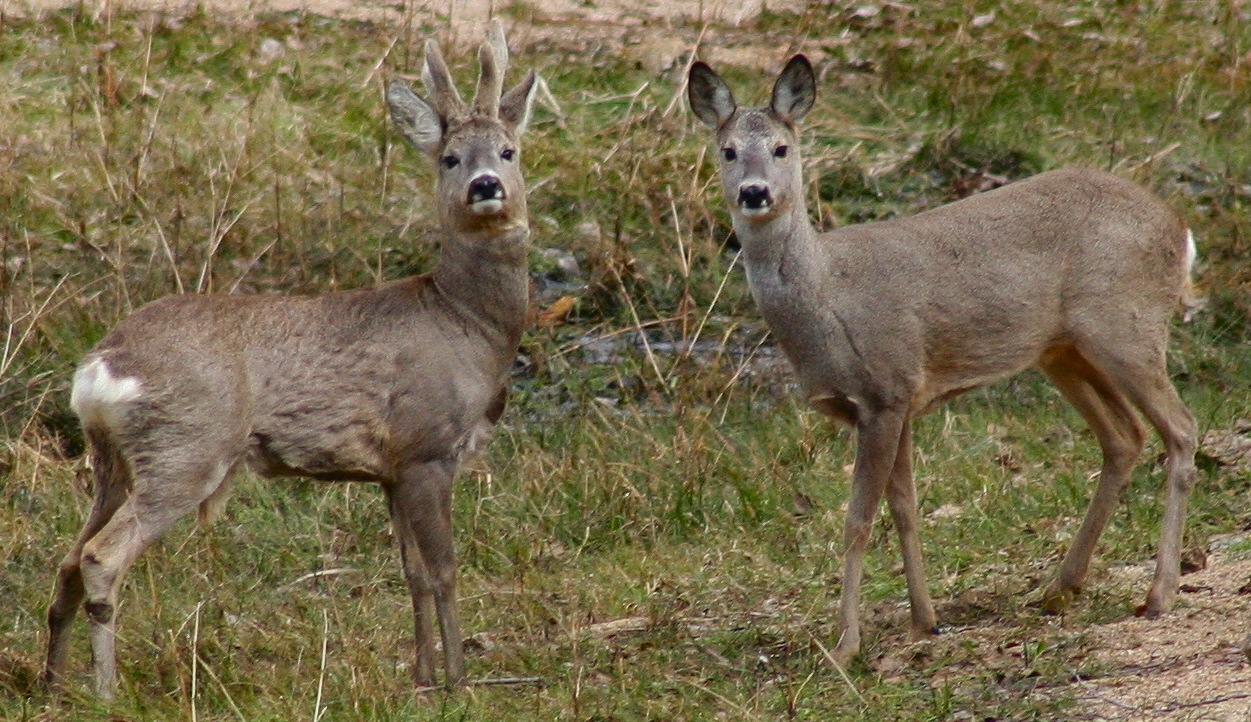
Сарна європейська або козуля

Фауна Ростовської області — сукупність видів тварин, поширених в межах Ростовської адміністративної області.
Сучасна фауна області сформувалася під активним впливом людини і являє збіднену фауну минулих часів.
Ростовська область входить до складу європейської південно-східної зоогеографічної провінції, особливістю якої є наявність типових європейських тварин (сарна, лось, куниця, видра) і видів арало-каспійської провінції (ховрах сірий, кандибка пустельний, їжачок вухатий, корсак).

## Степова фауна
В наземних і прісноводних (без урахування морських видів) біоценозах степів мешкають тварини, що входять до 15 типів та 34 класів. Найчисленнішим типом є членистоногі, до яких входять 13,2 тисячі з 14,6 тисяч всіх виявлених видів тварин області. Основна маса членистоногих представлена комахами, значна частина яких відноситься до павукоподібних і кліщів. Нематоди включають близько 350 видів. Ряд класів (мікроспоридії, сисні інфузорії, звичайні губки, гідроїдні, волосові, багатощетинкові черви, мохуватки, круглороті, земноводні) в донському степу представлені лише кількома видами.

## Лісова фауна

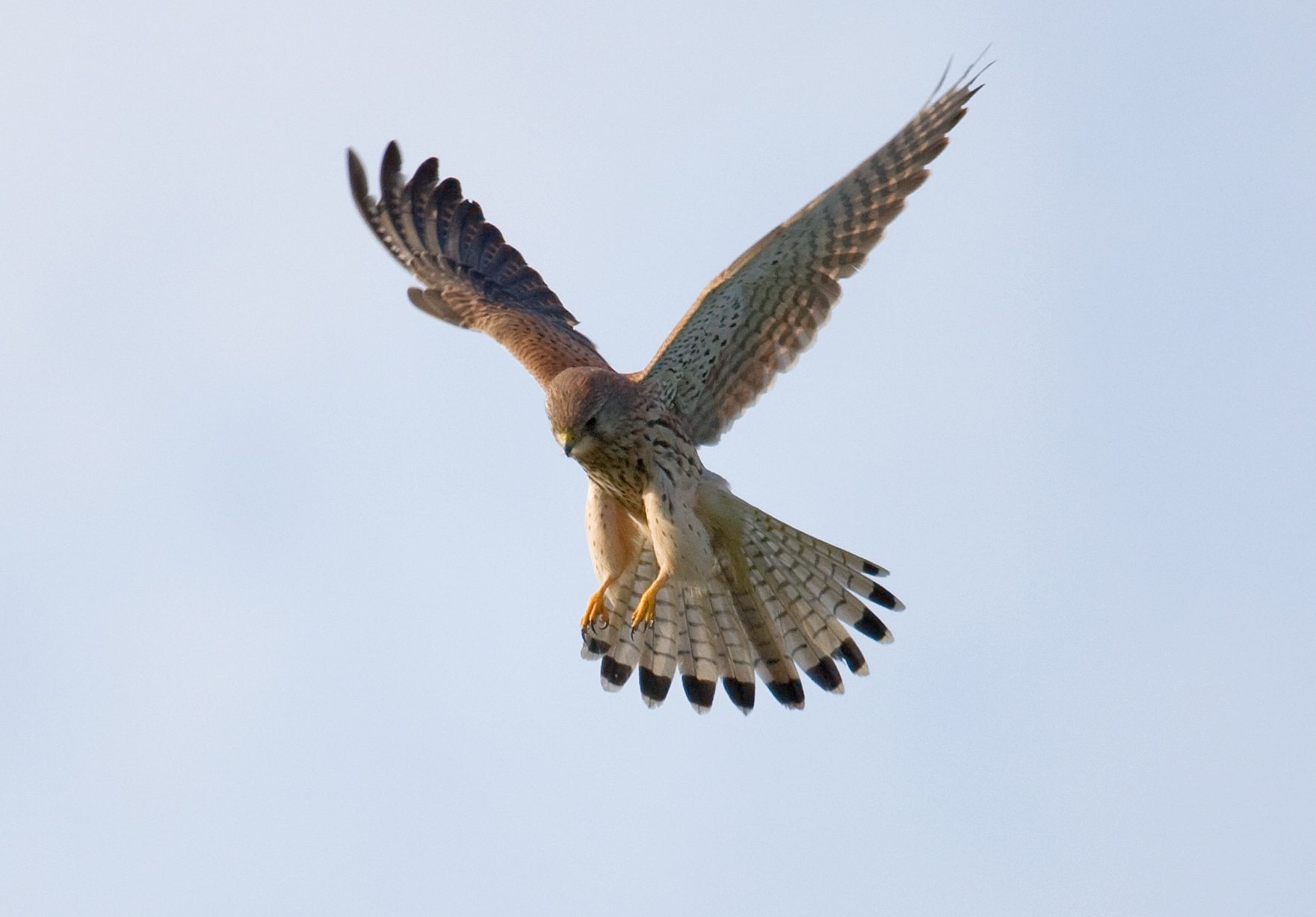
Боривітер звичайний

Представники дендрофільного комплексу населяють заплавні, байрачні та аренні ліси, а також у різні штучні деревинночагарникові насадження. Тут мешкають: припутень, звичайна горлиця, боривітер, кібчик, вухата сова, сплюшка, сирійський і великий строкатий дятли, вивільга звичайна, зеленяк, зяблик, щеврик лісовий, синиця велика, синиця блакитна, мухоловка мала, садова й чорноголова кропив'янки.
Серед ссавців зустрічаються їжак європейський, вечірниця руда, сарна, лось, олень європейський, вепр. У деревній рослинності мешкають також численні павуки, кліщі, багатоніжки та інші безхребетні.
У лісосмугах орнітофауна набагато бідніша ніж у природних лісах. Число видів тут становить близько 90.

## Наземна фауна інших середовищ проживання

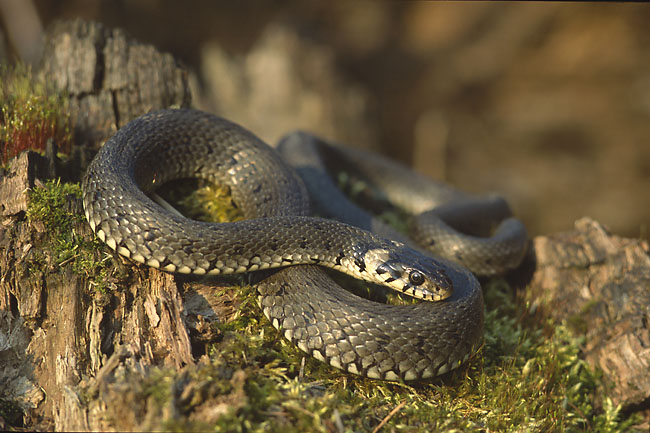
Вуж звичайний

В заплавних луках Ростовської області мешкають декілька видів землерийок, водяна полівка, деркач, чайка, лучний лунь, плиска жовта, звичайний вуж, звичайна часничниця, щеврик лісовий, вовчок звичайний і багато інших.
Численні види безхребетних і хребетних тварин мешкають трав'янистих болотах заплав. В заплаві Дону із ссавців мешкають кабан, єнот уссурійський, ондатра, водяна полівка, землерийка. Видовий склад птахів багатший. Тут мешкають: курочка водяна, лиски, пастушок, сіра гуска, кряква, чирок-тріскунок, травником, попелюх, чернь червонодзьоба, сіра, руда, велика і мала білі чаплі, бугайчик і бугай, очеретяна вівсянка, очеретянки.
В піщаних масивах області, крім евритопних видів, мешкають чорнотілка напівкуляста, шовковистий хрущик, квіткорийка мала, мармуровий хрущ, лежень. Цей комплекс тварин найчастіше зустрічається на піщаних масивах Верхньодонського, Шолоховського, Обливського районів та в інших місцях.

## Водна фауна

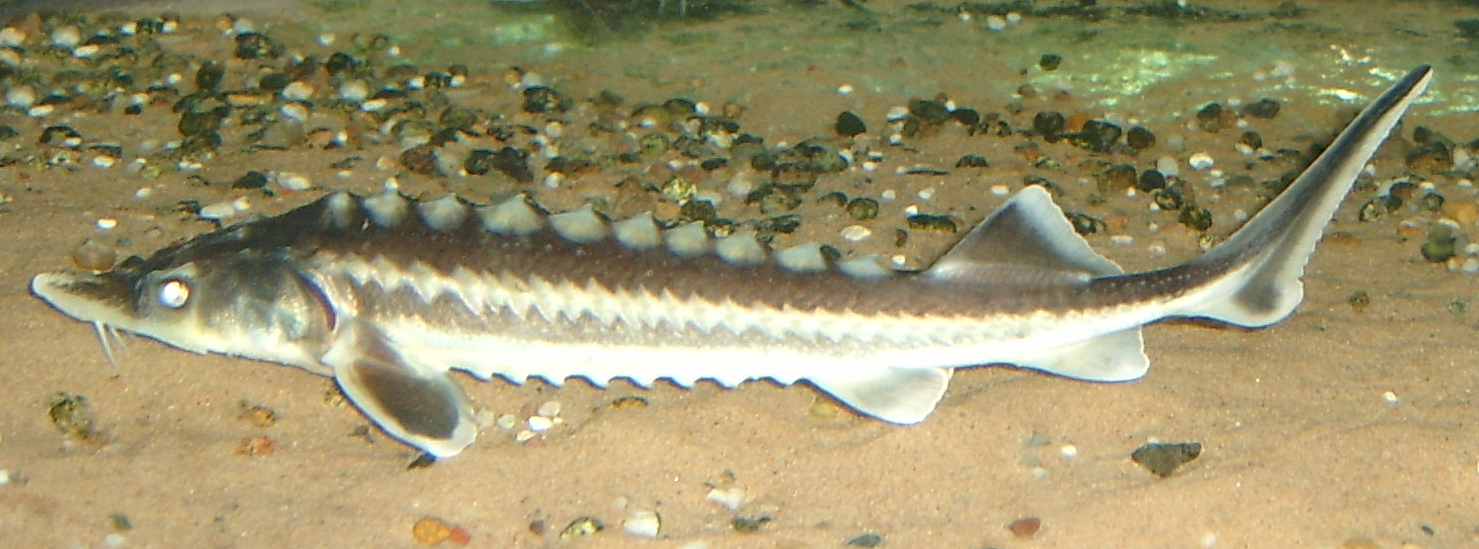
Осетер російський

Більшість із 100 видів риб Ростовської області сешкають в прісних водоймах. Це стерлядь, головень, лин, синець, карась, сом, в'юн, щука та інші.
Частина риб є прохідними. Це риби, які мешкають переважно в морі, але заходять на нерест у Дон і його притоки: білуга, російський осетер, севрюга, чорноморський оселедець, азовський пузанок. Зрідка в Дону зустрічається вугор, який проводить більшу частину життя в річках, а для розмноження йде у Саргасове море.

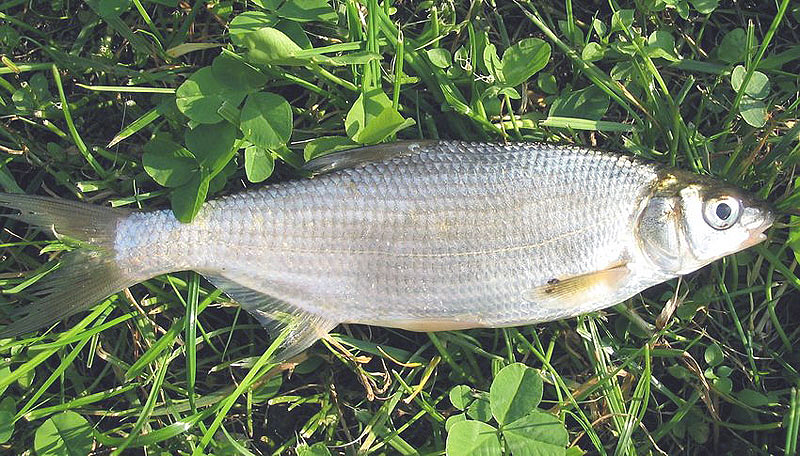
Рибець звичайний

До напівпрохідних відносяться риби (судак, лящ, сазан, тарань, чехоня та інші), що живуть у переддельтових, прибережних областях моря або солонуватих озерах, а нерестяться в пониззях річок. До інтродукованих видів відносяться білий і чорний амур, дзеркальний короп, білий і строкатий товстолобик, піленгас та інші.
У недалекому минулому головними промисловими рибами були прохідні (осетрові, оселедець, рибець) і напівпрохідні (судак, лящ, тарань, чехоня, жерех, сазан). Але за останні 50 років вилов скоротився більш ніж у 20 разів. З прісноводних риб господарське значення мав сом, улови якого досягав 20 тис. ц.
Тісно пов'язані з водоймами земноводні, що розмножуються тільки у воді: озерна жаба, кумка червоночерева, гостроморда жаба, зелена жаба, тритон. Звичайними мешканцями водойм є плазуни: болотяна черепаха, водяний і звичайний вужі.

## Ссавці

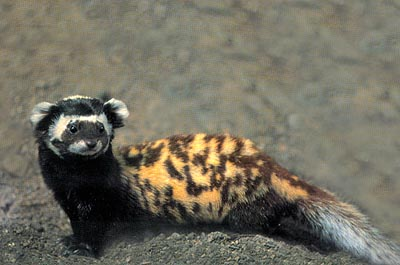
Перегузня звичайна

До тваринного світу Ростовської області входить близько 70 видів ссавців. У фауні більшість мають представники степових видів. У південно-східних районаз зустрічаються також деякі тварини, характерні для пустель (тушканчик, кандибка пустельний, ящурка швидка). Окремі види пустельної фауни досягають західних кордонів області (їжачок вухатий, корсак).
Найчисленнішим надрядом ссавців в області є гризуни (29 видів): бабаки, ховрахи, тушканчики, мишівки, миші, полівки, сліпушки.
Ряд хижих включає 12 видів (вовк, лисиця, тхір, ласка, горностай, перегузня, норка, борсук, видра та ін.) Досить часто можна зустріти єнот уссурійський.

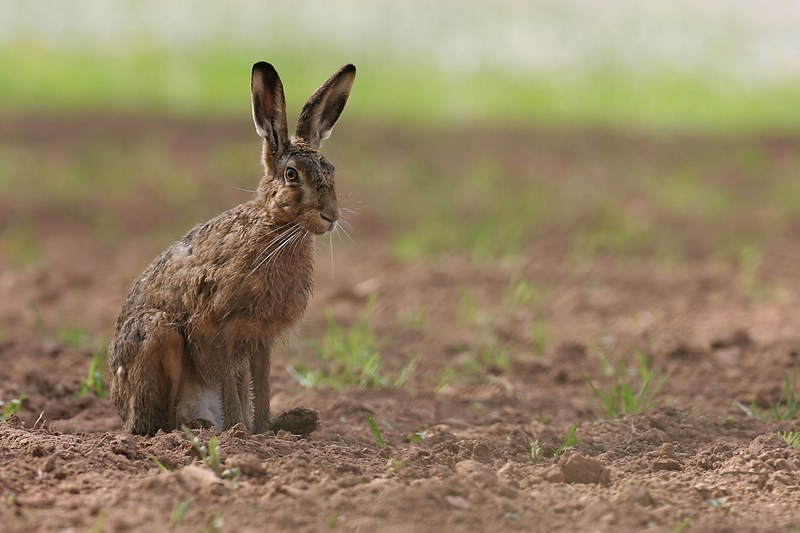
Заєць-русак

Ряд комахоїдних представлений 9 видами (їжаки, кріт, бурозубки, білозубки, хохуля).
Ряд рукокрилих включає 9 видів (кажани).
В області можна зустріти 4 види копитних (кабан, козуля, олень благородний, лось). Вони сприяють нормальному розвитку травостою: втоптують насіння, знищують сміттєві рослини, видаляють зайві листя, удобрюють і розпушують ґрунт і підстилку. На жаль, їх кількість скоротилася. В основному вони заходять із сусідніх областей.
Зайцеподібні включають 1 вид — заєць-русак.

## Птахи

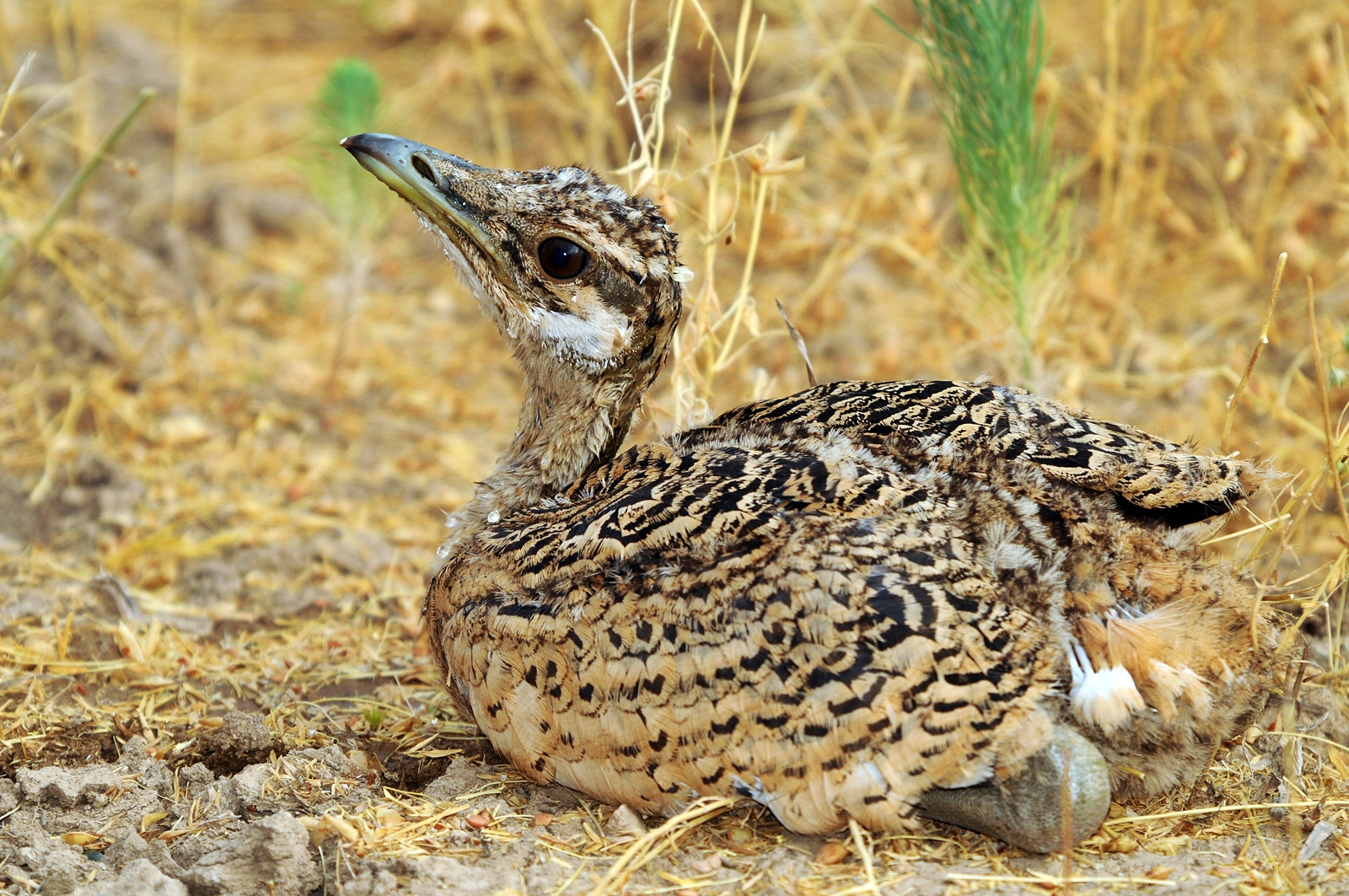
Дрохва

Клас птахів представлений дуже широко. З тих, що гніздяться, налічується 125 видів. З них:
- горобцеподібних — 49 видів,
- сивкоподібних — 15 видів,
- соколоподібних — 14 видів,
- гусеподібних — 12 видів,
- лелекоподібних — 10 видів,
- журавлеподібних — 7 видів,
- голубоподібних — 3 види,
- куроподібних — 1 вид.

Більшість птахів є комахоїдними.

## Плазуни

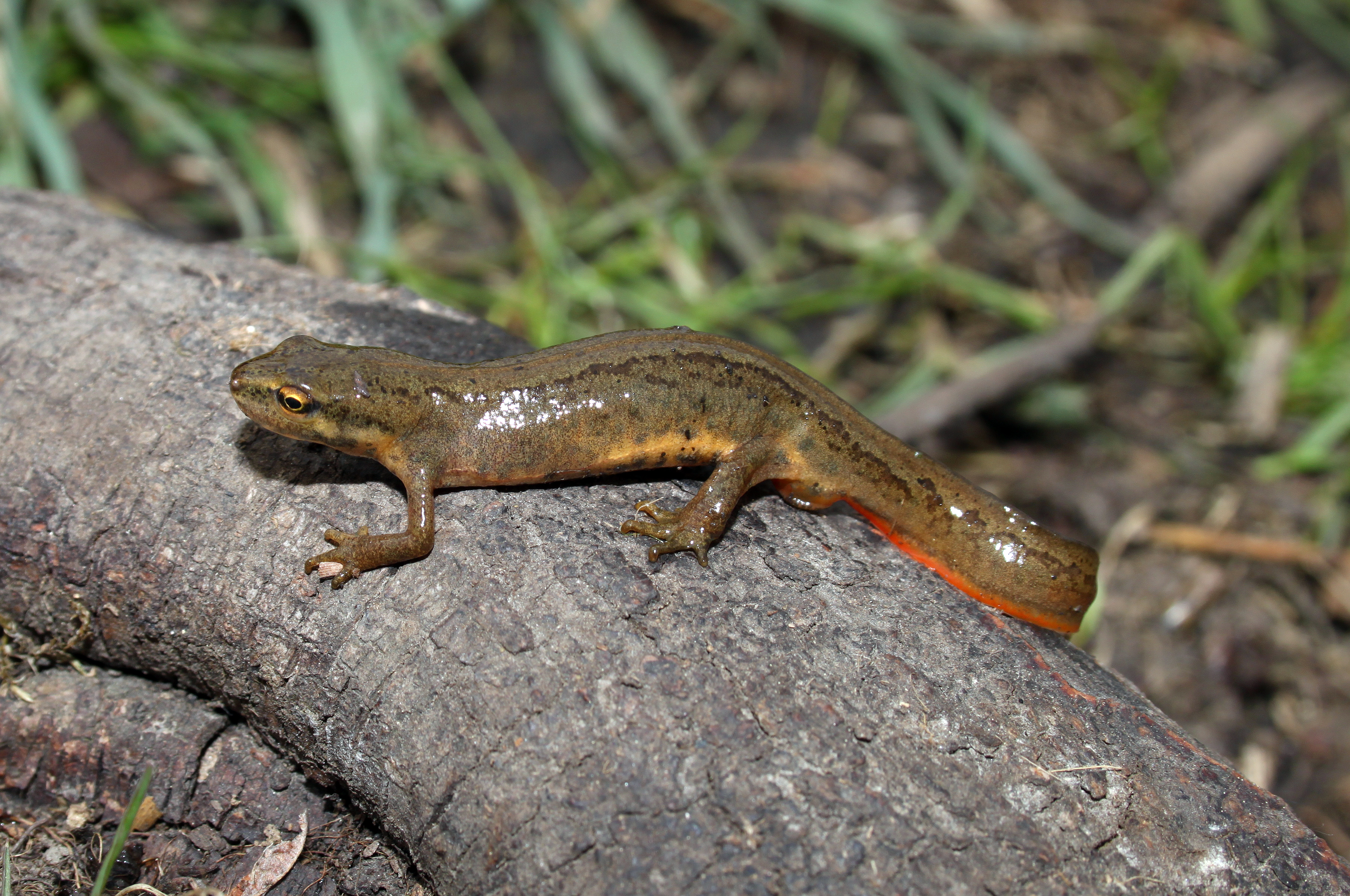
Тритон звичайний

Плазунів налічується 14 видів:
- лускатих — 8 видів (ящурки, ящірки, вуж, полози, мідянки, гадюки),
- земноводних — 5 видів,
- безхвостих — 4 види (кумка, часничниця),
- хвостатих — 1 вид (тритон).

## Риби

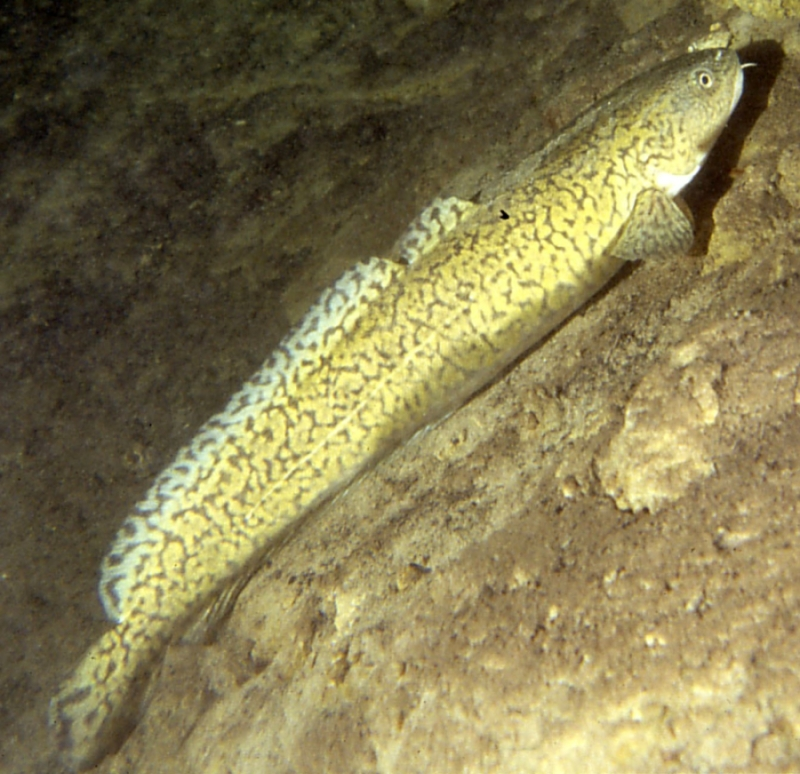
Минь річковий

Водойми Нижнього Дону населяють 71 вид риб, що відносяться до 11 родин:
- міногових — 1 вид,
- осетрових — 4 види (білуга, стерлядь, осетер російський, севрюга),
- оселедцевих — 4 види (оселедець чорноморський, пузанок азовський, тюлька, кілька),
- щукових — 1 вид,
- коропових — 27 видів (плотва, тараня, вирезуб, кутум, головень, в'язь, ялець, краснопірка, жерех, білий амур, вівсянка, лин, підуст, піскар, шемая, верховодка звичайна, густера, лящ, білоочка, синець, рибець, чехоня, гірчак, карась, сазан, товстолобик),
- в'юнових — 4 види (голець, щипавка, в'юн),
- сомових — 1 вид,
- миневих — 1 вид (минь),
- колючкових — 1 вид,
- атеринових — 1 вид,
- окуневих — 5 видів (судак, берш, окунь, йорж, бірючок),
- бичкових — 11 видів (бичок рудий, бичок-бабка, бичок-гонець, бичок-цуцик, бичок-голяк, пуголовка, канальний сомик).

Вгору по Дону кількість видів риб зменшується.

## Охорона природи
У 2003 році була створена Червона книга Ростовської області. До неї занесені 252 види тварин.